# あなたを忘れていけるように
あなたを忘れていけるように(あなたをわすれていけるように)は2011年5月4日に発売された、Purple Days3枚目のシングル。

## 概要
Purple Daysのオリジナル楽曲では初めての日本語タイトル曲。
当初、2011年3月23日に発売する予定だったが、東北地方太平洋沖地震の影響により発売が延期された。
前作同様、オリコンはチャートインしていない。

## 収録曲
1. あなたを忘れていけるように
作詞：吉田ワタル/作曲：石坂翔太/編曲：南俊介・Purple Days
2. Fake
作詞：吉田ワタル/作曲：鈴木俊彦/編曲：HIKARI・Purple Days
3. あなたを忘れていけるように(Instrumental)
4. Fake(Instrumental)

## 品番
- AVCD-31985/B

## 価格
- 1575円